# Hans-Georg von Jagow
Hans-Georg Eduard Ewald von Jagow (* 19. Dezember 1880 in Hannover; † 24. Oktober 1945 in Quedlinburg) war ein deutscher Generalleutnant sowie Regierungspräsident von Magdeburg.

## Leben
Hans-Georg von Jagow entstammte dem altmärkischen Adelsgeschlecht derer von Jagow. Seine Mutter war Elisabeth von Kleist-Schmenzin, der Vater der spätere Oberst Eduard von Jagow-Calberwisch. Dietrich von Jagow war sein Bruder. Seine Onkels waren Bernhard von Jagow und Ernst von Jagow. Er selbst besuchte das Gymnasium in Fürstenwalde und machte dann sein Abitur an der Ritterakademie in Brandenburg an der Havel.
Er trat am 29. März 1901 als Fahnenjunker in das 1. Garde-Regiment zu Fuß ein. Hier wurde er am 18. Oktober 1901 zum Fähnrich ernannt sowie am 18. August 1902 zum Leutnant befördert. Vom 1. Oktober 1909 bis 10. Juli 1912 war er zur Preußischen Kriegsakademie kommandiert und in der Zwischenzeit am 18. August 1910 Oberleutnant geworden. Kurzzeitig kommandierte man Jagow Mitte März 1913 für einen knappen Monat zum Großen Generalstab nach Berlin.
Mit Beginn des Ersten Weltkriegs erfolgte seine Beförderung zum Hauptmann und Jagow kam mit seinem Regiment an der Westfront zum Einsatz. Er wurde dann in den Stab der 1. Division versetzt, die an der Ostfront kämpfte. Zuletzt war er Erster Generalstabsoffizier der 26. Reserve-Division (1. Königlich Württembergische).
Ab 27. Februar 1919 war Jagow 1. Generalstabsoffizier beim VI. Reservekorps im Baltikum. Nach Rückführung in die Heimat kam Jagow am 1. Oktober 1919 in den Stab des Wehrkreis-Kommandos I (Königsberg) sowie ein Jahr später zum Stab des Artillerieführers III. Ab 1. Mai 1922 war er Kompaniechef im 9. (Preußisches) Infanterie-Regiment. Nach einem Jahr folgte als Major (seit 15. April 1923) die Versetzung zum Stab der 3. Division. Man ernannte Jagow am 1. Mai 1927 zum Kommandeur des II. Bataillons des 12. Infanterie-Regiments in Quedlinburg und beförderte ihn in dieser Funktion am 1. November 1927 zum Oberstleutnant. Es folgten am 1. Oktober 1929 die Ernennung zum Kommandanten von Oppeln sowie am 1. Februar 1930 die Beförderung zum Oberst. Als solcher wurde Jagow am 1. Februar 1932 Infanterie-Führer IV und am 1. September 1933 Generalmajor.
Unter gleichzeitiger Beförderung zum Generalleutnant schied Jagow am 31. März 1934 aus dem aktiven Dienst aus und wurde in den Ruhestand versetzt. Zum 1. Mai 1934 trat er der NSDAP bei (Mitgliedsnummer 2.025.969).
Vom 1. April (22. Oktober) 1934 bis 1. Juli 1944 fungierte er als Regierungspräsident in Magdeburg. Wegen seiner Mitgliedschaft in der NSDAP trat Jagow, wie andere Honoratioren, im Februar 1939 aus dem Johanniterorden wieder aus, er war dort seit 1921 Ehrenritter, 1933 Rechtsritter und in der Brandenburgischen Genossenschaft der Kongregation organisiert.
Seine Ehefrau wurde Elisabeth von Tschirsky und Boegendorff, das Ehepaar hatte die beiden Töchter Irene und Waldtraut. Von 1945 bis 1948 lebte die Witwe mit den Kindern in Quedlinburg, zwischenzeitlich in einem Damenstift in Fischbeck bei Hameln, zuletzt bei Tochter Irene in Düsseldorf.

## Auszeichnungen
- Kronenorden IV. Klasse[5]
- Ritterkreuz des Königlichen Hausordens von Hohenzollern mit Schwertern[5]
- Eisernes Kreuz (1914) II. und I. Klasse[5]
- Bayerischer Militärverdienstorden IV. Klasse mit Schwertern[5]
- Ritterkreuz I. Klasse des Albrechts-Ordens mit Schwertern[5]
- Ritterkreuz des Württembergischen Militärverdienstordens[5] am 18. Oktober 1918[6]
- Ritterkreuz I. Klasse des Friedrichs-Ordens mit Schwertern[5]
- Hanseatenkreuz Hamburg[5]
- Mecklenburgisches Militärverdienstkreuz II. Klasse[5]
- Braunschweiger Kriegsverdienstkreuz II. Klasse[5]
- Ritterkreuz II. Klasse des Sachsen-Ernestinischen Hausordens[5]
- Hanseatenkreuz Lübeck[5]
- Österreichisches Militärverdienstkreuz III. Klasse mit der Kriegsdekoration[5]